# Här kommer pojkar
Här kommer pojkar är en svensk poplåt från 1968 skriven av Östen Warnerbring (text) och Sven Bergcrantz (musik). Den framfördes av Warnerbring och Svante Thuresson i Melodifestivalen 1968 där den slutade på femte plats med 13 poäng.
I en intervju 2006 i samband med Warnerbrings bortgång sade Thuresson följande om låten: "Vi valde just den låten för att vi hade samma bakgrund, musiker med jazz i bakhuvudet. ”Här kommer pojkar” hade den traditionen, den var kul att göra."
Låten har aldrig spelats in på skiva.